# 아메리칸사모아 국립공원

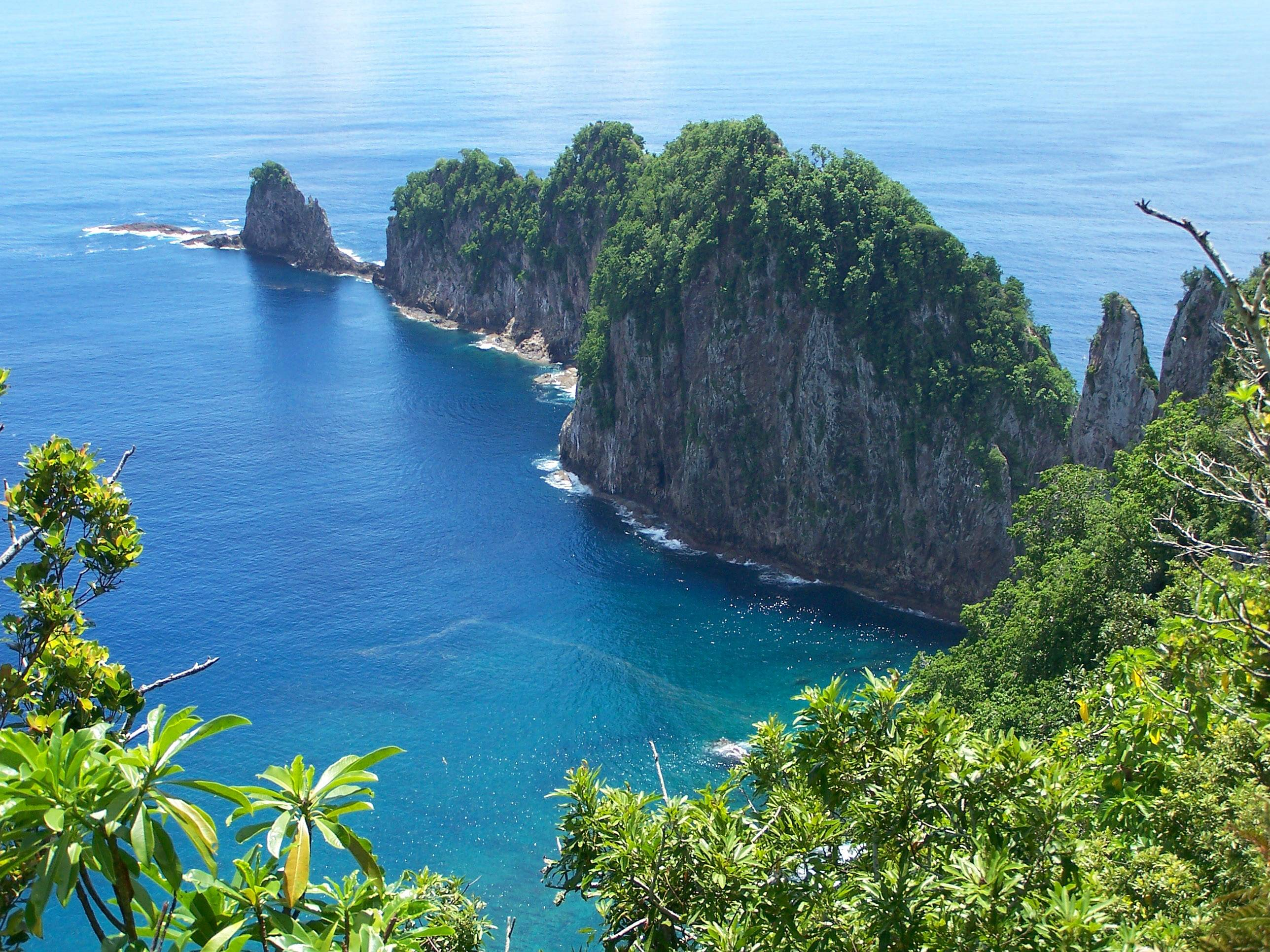

아메리칸사모아 국립공원(National Park of American Samoa)은 미국령 아메리칸사모아의 국립공원으로, 3개의 섬들과 함께 분포되어 있다: 투투일라섬, 오푸-올로세가섬, 타우섬. 소나기가 자주 발생하며 연평균 강수량은 건조한 지역에서는 125인치이고 가장 높은 산에서는 300인치에 달한다. 이 공원은 산호초, 열대 우림, 과일박쥐, 사모아 문화를 보존하고 보호한다. 방문객들은 사모아 방식을 따라야한다. (파 아사모아 (Fa'asamoa)) 대중적인 활동에는 하이킹과 스노클링이 포함된다. 공원의 8,257에이커(3,341헥타르) 면적 중 2,500에이커(1,000헥타르)는 산호초와 해양으로 구성된다.

## 같이 보기
- 미국의 국립공원
- 사모아날여우박쥐
- 로즈 환초